# Margaret Flamsteed
Margaret Flamsteed (apellido de soltera Cooke) (c. 1670-1730) es la primera mujer de la que se tiene constancia asociada con la astronomía en Gran Bretaña. Estaba casada con John Flamsteed, el Observador Astronómico (un puesto que luego se conoció como Astrónomo Real). Después de la muerte de John Flamsteed, supervisó la publicación de sus dos obras más famosas: Historia Coelestis Britannica en 1725 y Atlas Coelestis en 1729. Sin ella, ninguno de estos dos importantes trabajos habrían sido publicado. 
Margaret apareció como personaje en una obra de Kevin Hood llamada The Astronomer's Garden.

## Primeros años
Hija de un abogado de Londres, fue una mujer bien educada, alfabetizada y con conocimientos de artimética. 

## Vida con el Astrónomo Real
Margaret Flamsteed tenía 22 años cuando se casó con John Flamsteed, de 46 años. Estuvieron casados 27 años. 
Cuadernos con su escritura y poco después del matrimonio, muestran su competencia y disposición para aprender matemáticas y astronomía. En una entrada de las notas de John Flamsteed, se afirma que la observación se realizó "solus cum sponsa" (solo con la esposa). Esto, y otras pistas, sugieren que, si bien Margaret no era una asistente regular, claramente podía y estaba dispuesta a ayudar a su esposo en sus observaciones nocturnas. También pasaba las horas del día copiando o escribiendo cartas para su esposo, especialmente cuando su mano temblaba. 
Margaret Flamsteed también actuó como ama de llaves de John, asegurando que sus asistentes, alumnos y visitantes fueran atendidos. 

## Después de la muerte de John Flamsteed
Después de la muerte de John Flamsteeds en 1719, Margaret supervisó la publicación tanto de la Historia Coelestis Britannica en 1725 como del Atlas Coelestis en 1729. Margaret contó con la colaboración de Joseph Crosthwait y Abraham Sharp, dos de los asistentes de John Flamsteed. La publicación de estas dos grandes obras fue un proceso costoso, que tuvo que completar mientras lidiaba con las complicadas consecuencias de la herencia de su marido y con la disminución de fondos, ya que muchos de sus ahorros se perdieron en el colapso de la Burbuja del Mar del Sur de 1720. 
Margaret Flamsteed murió a los 60 años, solo un año después de la publicación del Atlas Coelestis. 